# Ecliptopera relata
Ecliptopera relata är en fjärilsart som beskrevs av Butler 1880. Ecliptopera relata ingår i släktet Ecliptopera och familjen mätare. Inga underarter finns listade i Catalogue of Life.